# (35144) 1992 YE1
1992 YE1 (asteroide 35144) é um asteroide da cintura principal. Possui uma excentricidade de 0.14329920 e uma inclinação de 5.11924º.
Este asteroide foi descoberto no dia 18 de dezembro de 1992 por Eric Walter Elst em Caussols.